# District de Pingshan (Benxi)
Pour les articles homonymes, voir Pingshan.
Le district de Pingshan (平山区 ; pinyin : Píngshān Qū) est une subdivision administrative de la province du Liaoning en Chine. Il est placé sous la juridiction de la ville-préfecture de Benxi dont elle couvre le centre.